# Каба (мая)
Каба (ісп. Kabah, Kabaah, Kabáh, Kahbah, Kaba) — археологічна пам'ятка і колишнє місто цивілізації мая на південному сході мексиканського штату Юкатан.

## Розташування
Місто розташоване на південь від Ушмаля і зв'язане з ним величезною 18 кілометровою пішохідною, вимощеною дорогою завширшки 5 метрів з монументальними арками на кожному з кінців. Каба — другі за розміром руїни регіону Пуук після Ушмаля. Каба розташована на мексиканському шосе 261, за 140 км на південь від міста Мерида у напрямку до Кампече. Руїни тягнуться на значну відстань по обидві сторони шосе; деякі з скульптур, розташованих далеко від шосе, відвідуються рідко і заросли лісом.

## Історичні відомості

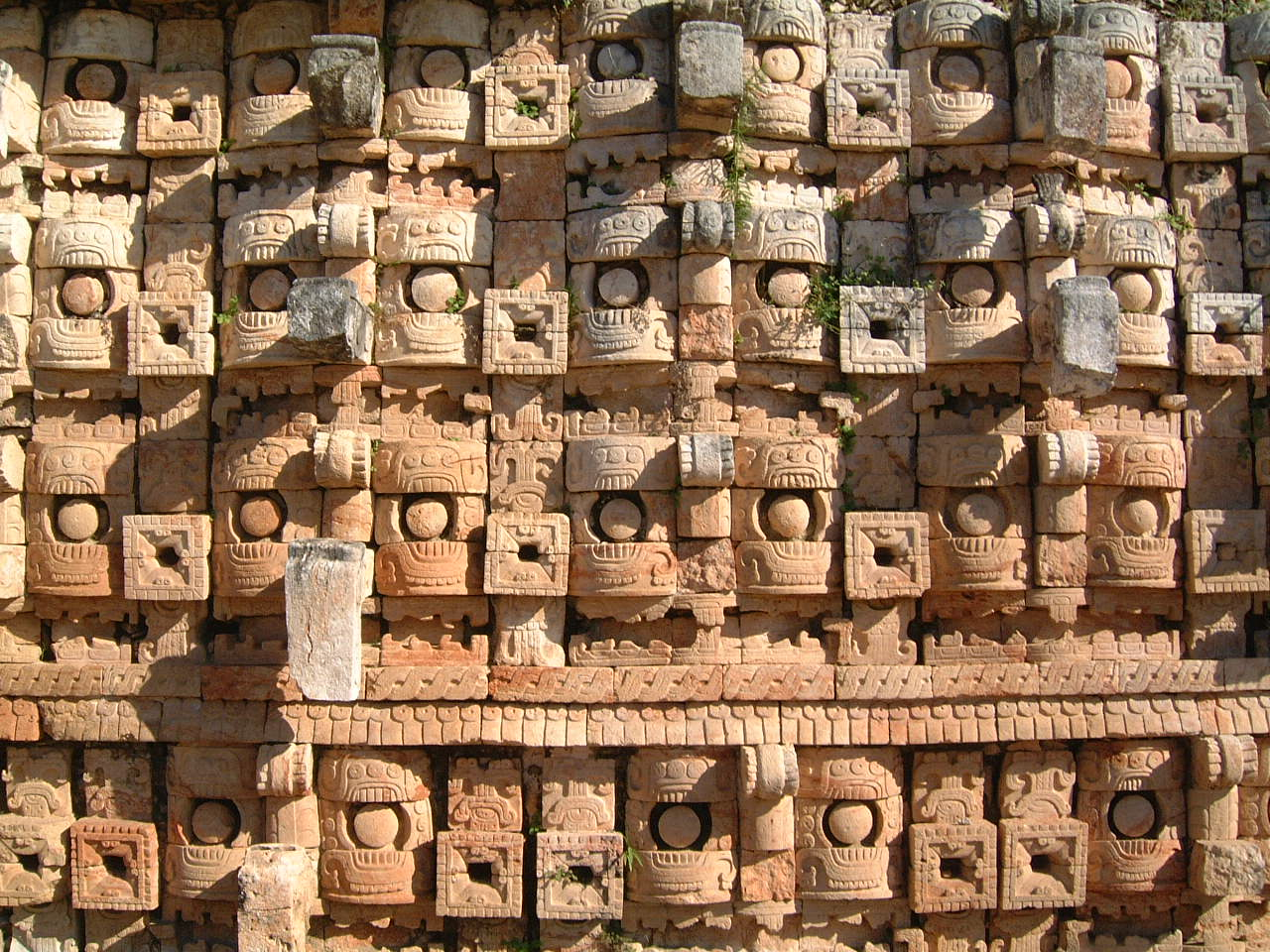
Codz Poop — храм масок (фрагмент)

Назва «Kabah» або «Kabaah», як вважають, означає на архаїчній маяйанській мові «сильна рука». Це — доколумбова назва місцевості, яка згадується в хроніках мая. Ще одна назва Kabahaucan, або «царська змія в руці».
Ця місцевість була заселена до 3 століття до н. е. Більшість архітектурних споруд, що збереглися до нашого часу, були побудовані між VII і XI століттями. Дата на одвірку однієї з будівель дешифрована як 879 рік і приблизно відноситься до періоду розквіту міста. Ще одна дата — одна з останніх вирізаних в класичному маянському стилі, відноситься до 987 року. Місто Каба було покинуте, або принаймні в нім не споруджувалися нові церемоніальні споруди, за кілька століть до іспанського завоювання Юкатану.

## Опис
Найвідомішою спорудою в Кабі є «Палац масок», фасад якого прикрашений сотнями кам'яних масок довгоносого бога дощу Чаака; цей палац або, вірніше, храм відомий як Codz Poop, що означає «згорнуті рогожі», за зовнішнім виглядом кам'яної мозаїки. Таке масове повторення елементів нехарактерне для мистецтва мая і створює унікальний ефект.
Маски бога дощу удосталь представлені й на інших спорудах Каби. У носах деяких кам'яних статуй богів була виявлена копалова смола, яка використовувалася як пахощі для ароматного диму.
У Кабі також знаходяться кілька інших палаців, один з яких був відкритий в 2023 році, низьких кам'яних будівель і ступінчастих пірамідальних храмів. Хоча більшість з них побудовано у стилі Пуук, у деяких спостерігаються елементи стилю Ченес. У Кабі збереглися ряд скульптурних панелей, цегляних віконних перемичок і косяків, тоді як в багатьох інших містах мая, що збереглися, ці фрагменти були переміщені до музеїв. Скульптури в основному зображають правителів міста і військові сцени.

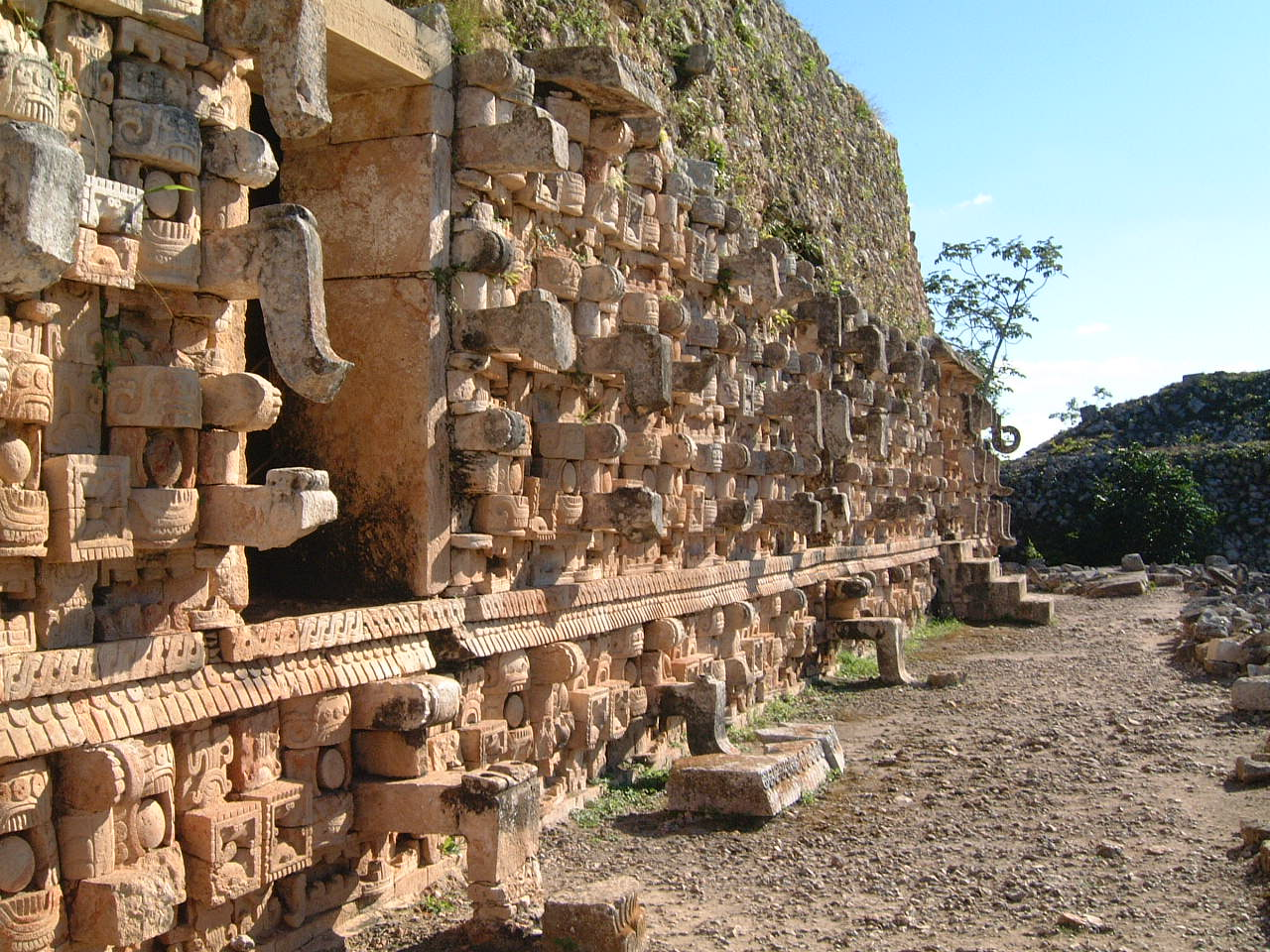
Codz Poop — храм масок

## Історія досліджень
Перший розлогий звіт про руїни опублікували Джон Ллойд Стівенс та Фредерік Катервуд у 1843 році, а перші розкопки були виконані Теобертом Малером в кінці XIX століття.
У 2003 році розпочато нову програму досліджень у Каба, головне завдання якої полягає у відновленні численних споруд. Зараз тривають археологічні розкопки під керівництвом Рамона Карраско.
Станом на 2003 рік, продовжувалося виконання урядової програми по очищенню і відновленню ряду будівель й проведення археологічних розкопок під спостереженням Рамона Карраско.
У 1993 році територія, яка включає руїни Каба, стала заповідником (ісп. Parque Estatal) парком штату Юкатан. Є популярним місцем відпочинку для туристів.

## Галерея

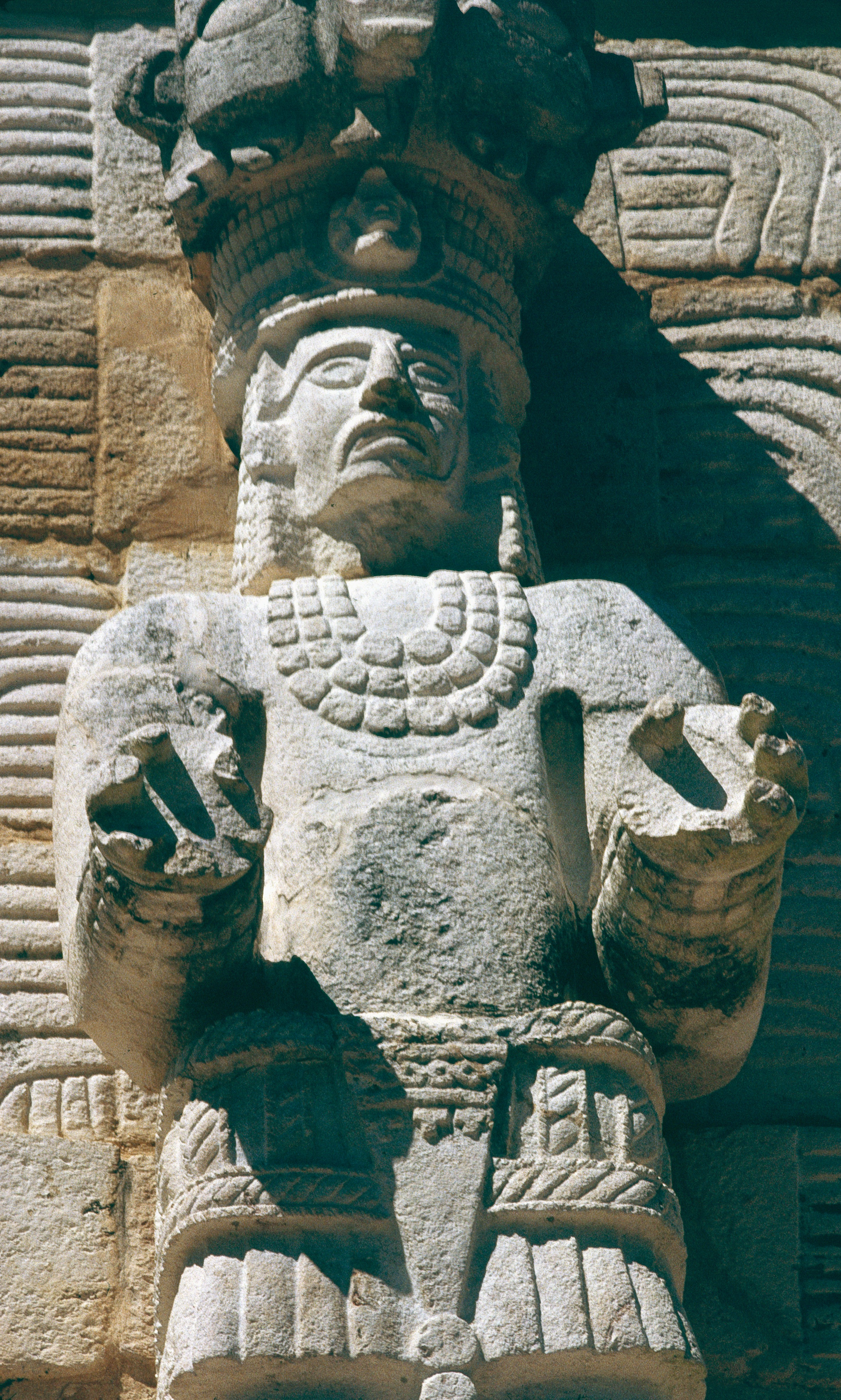
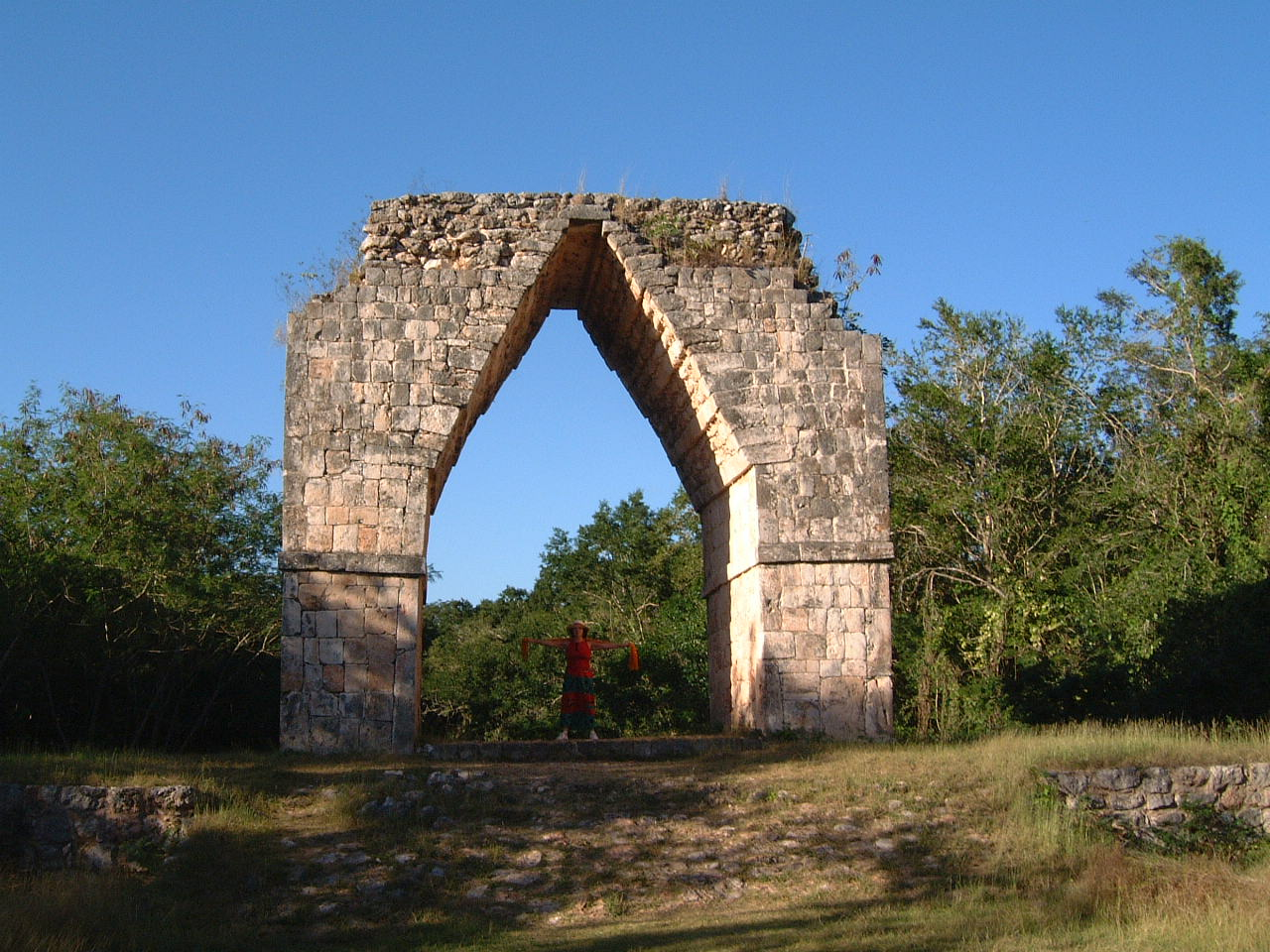
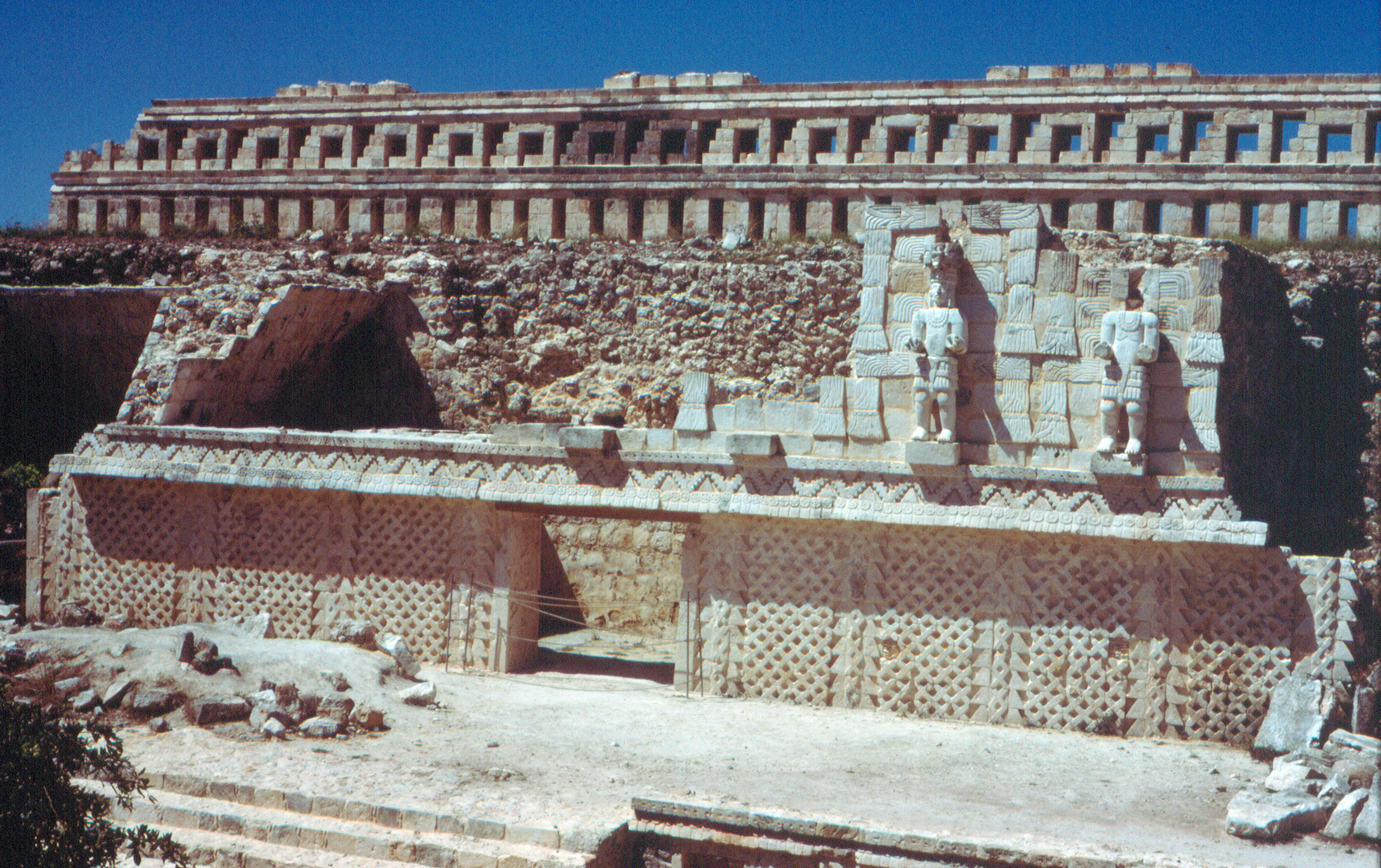
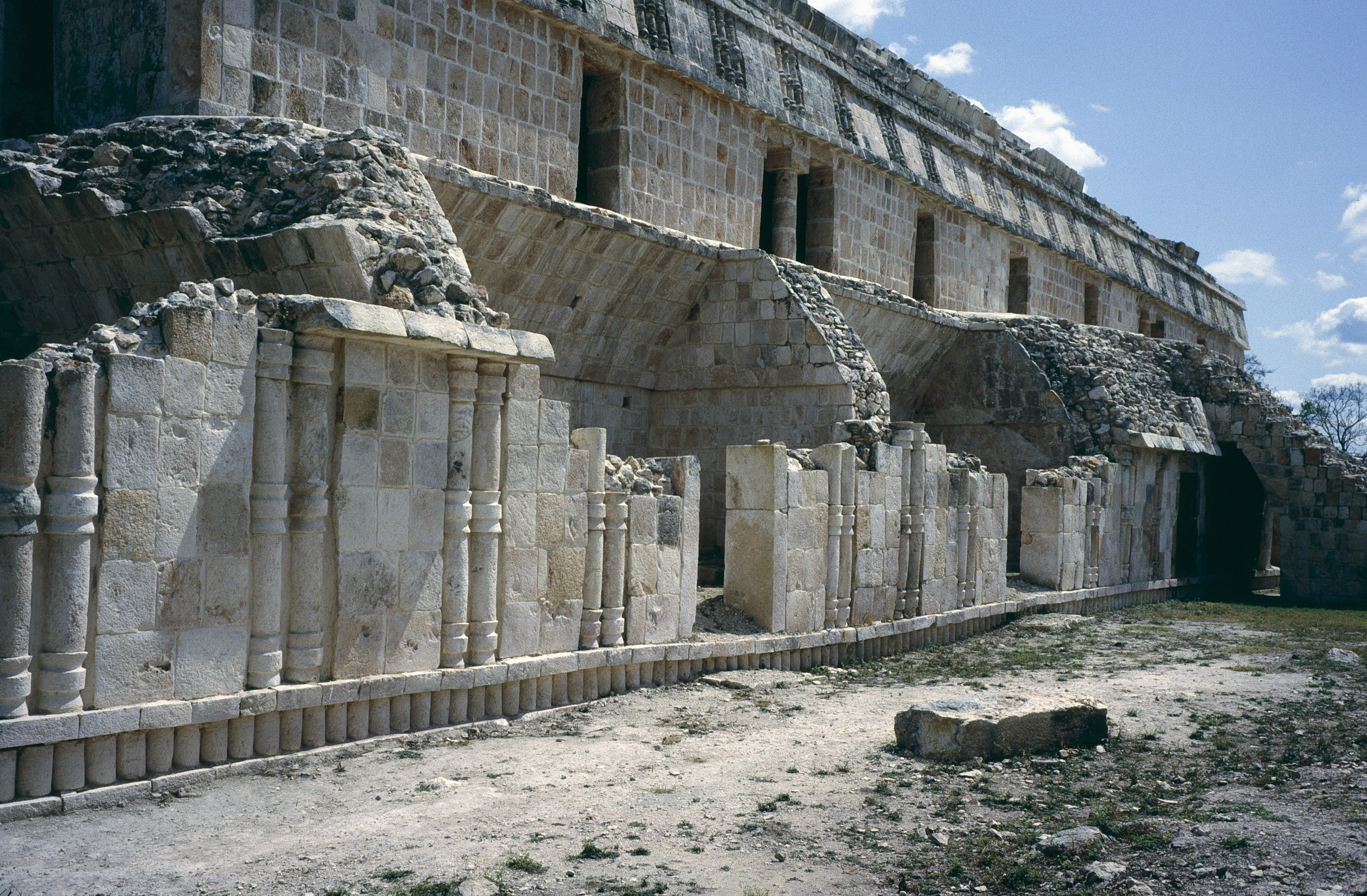
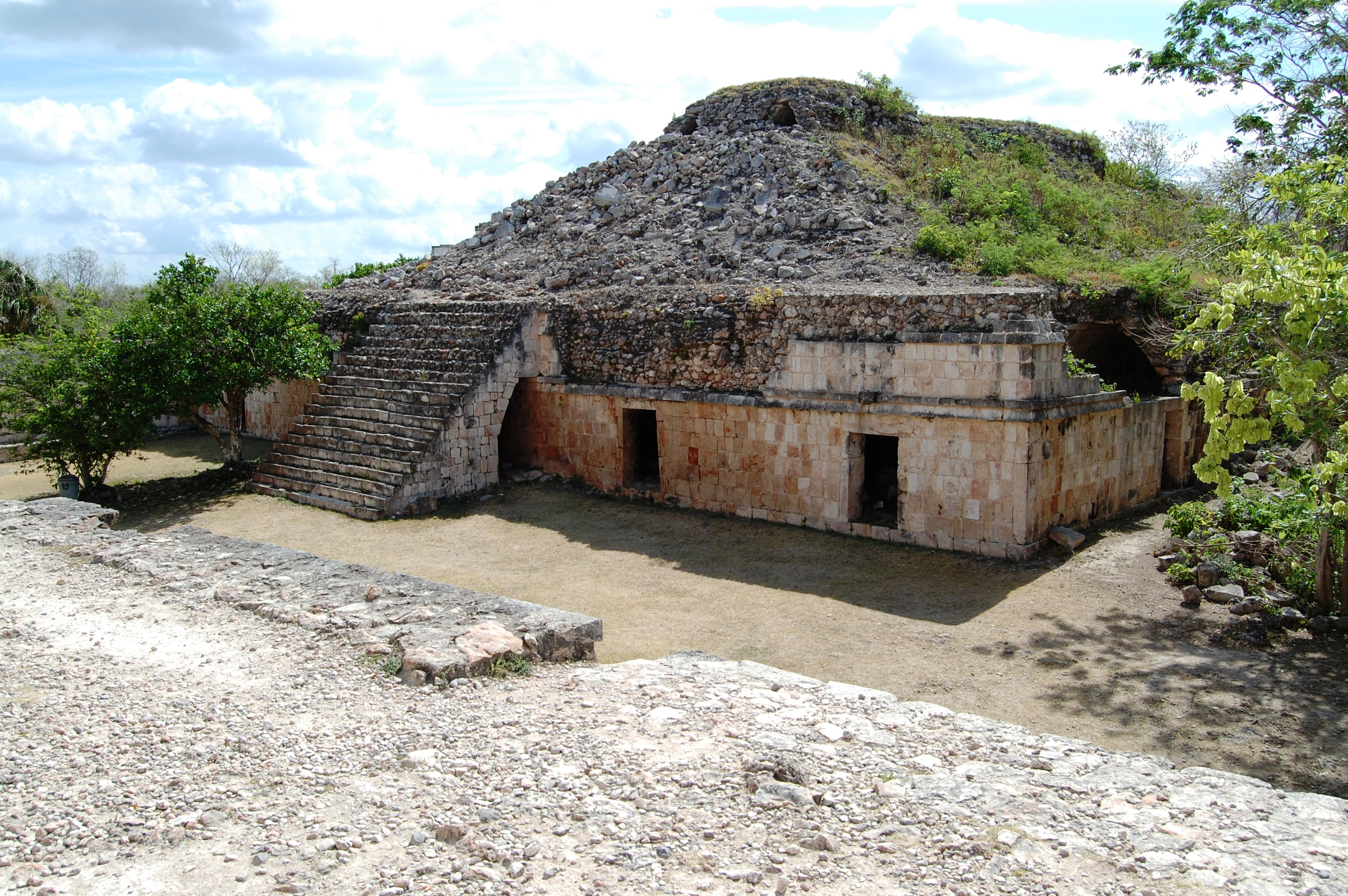
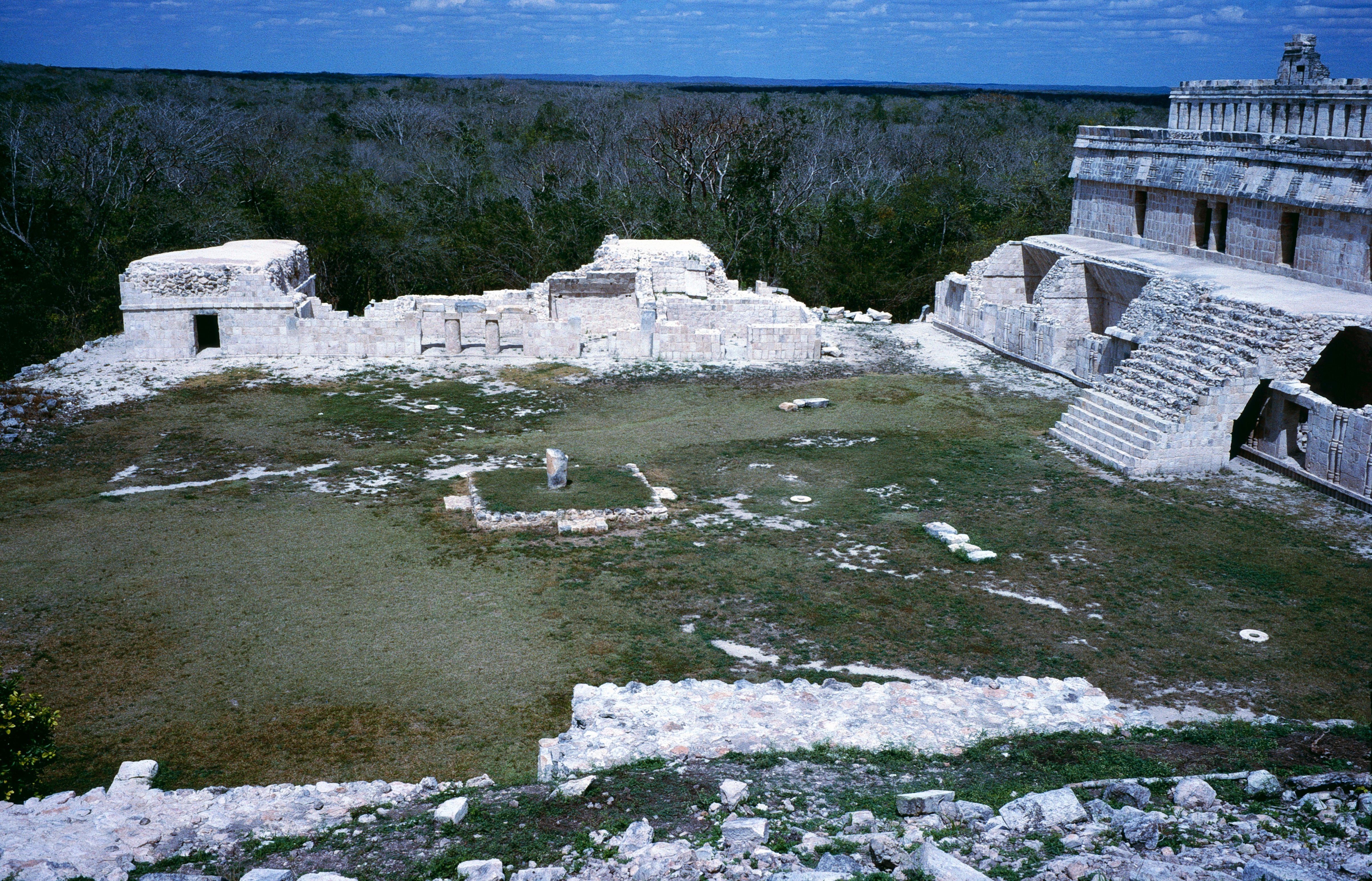
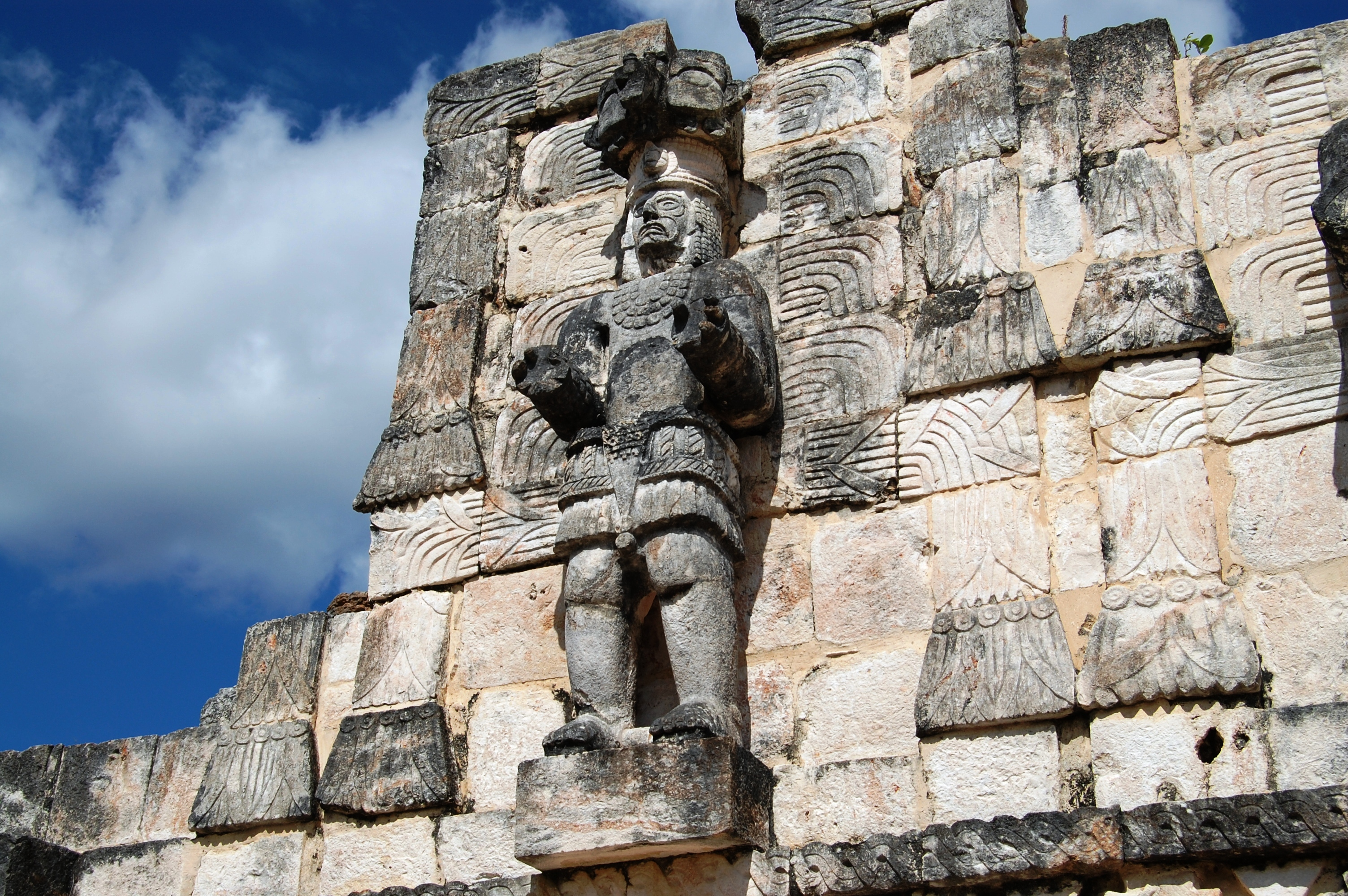
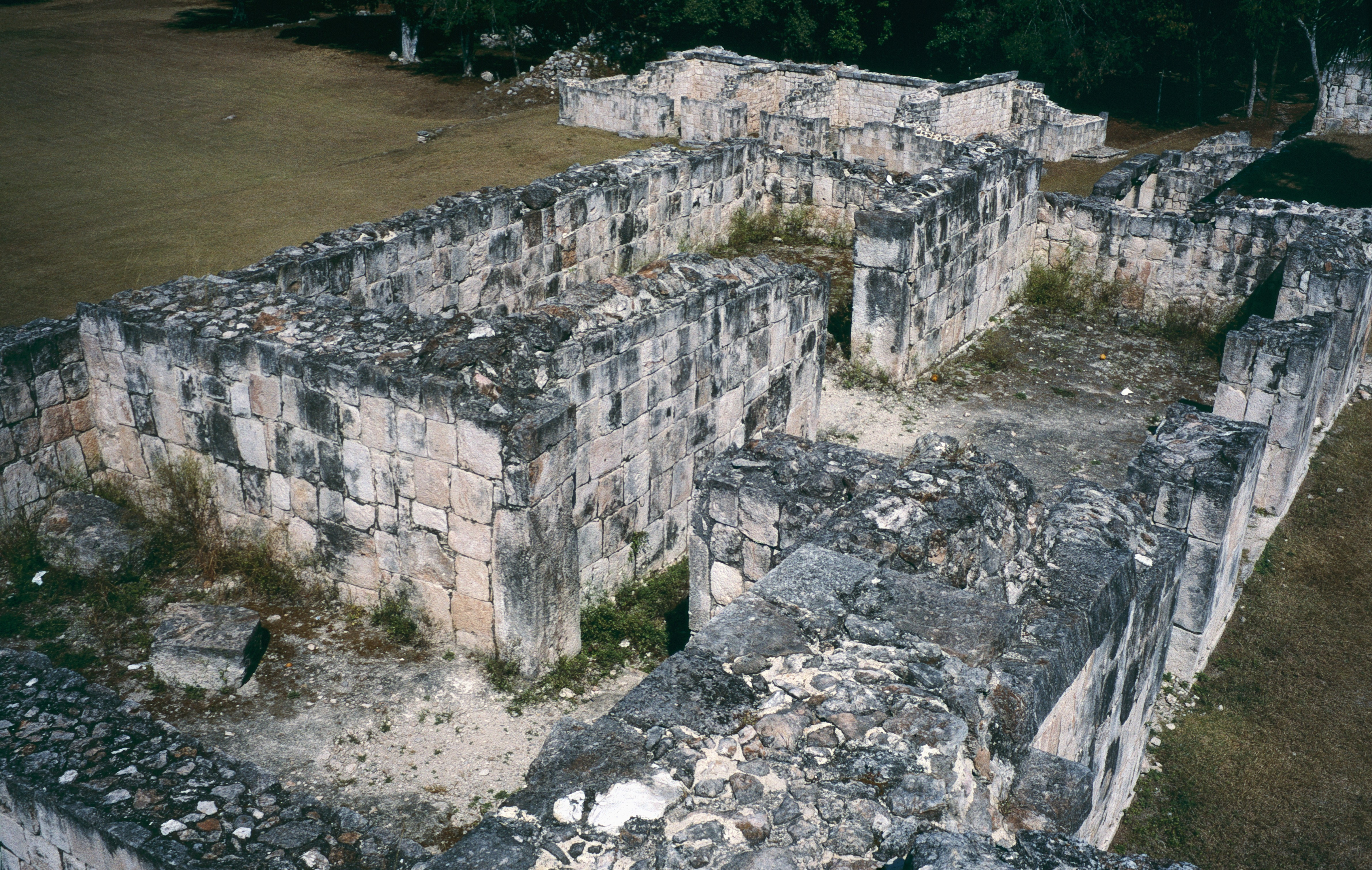
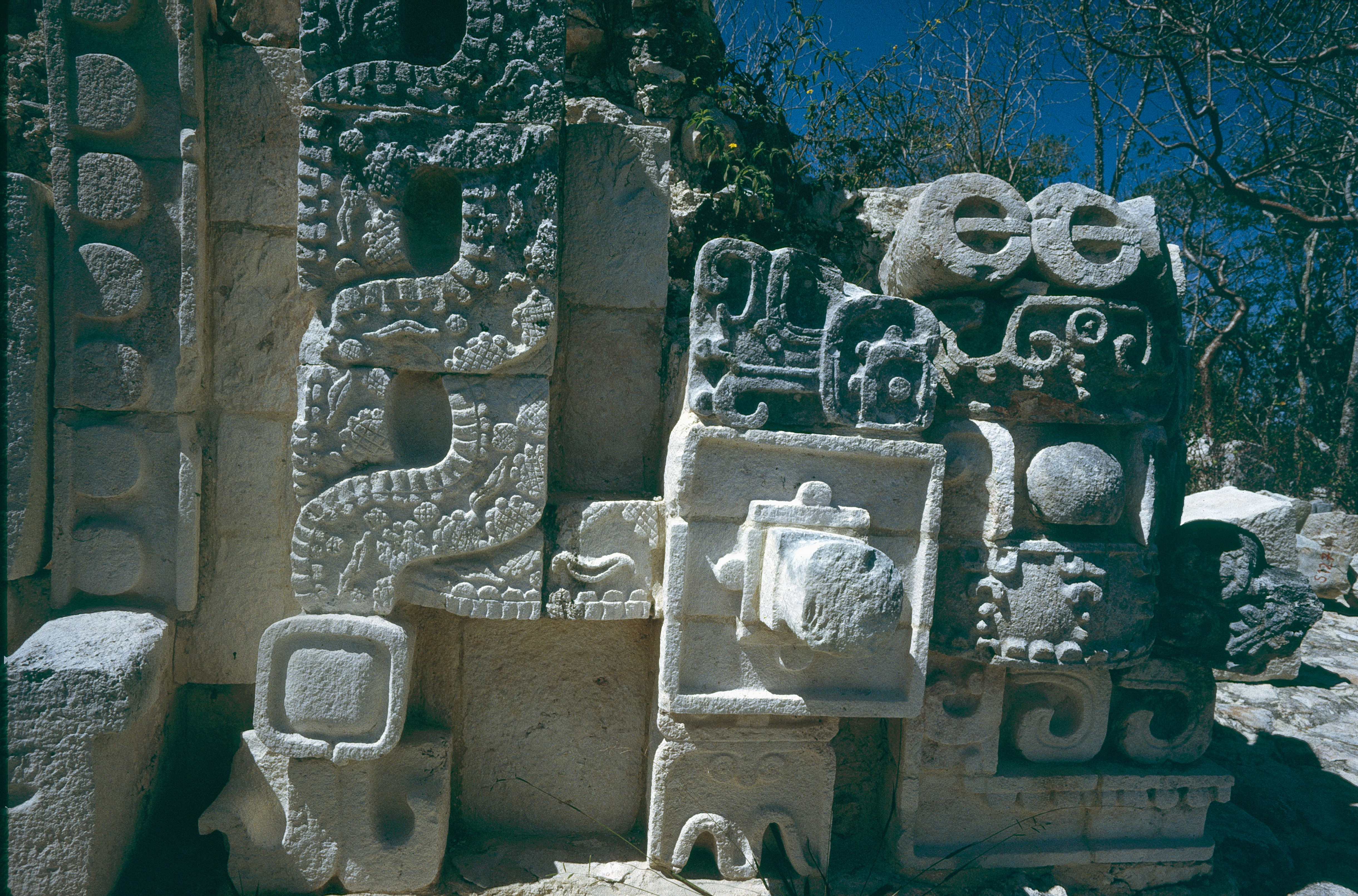
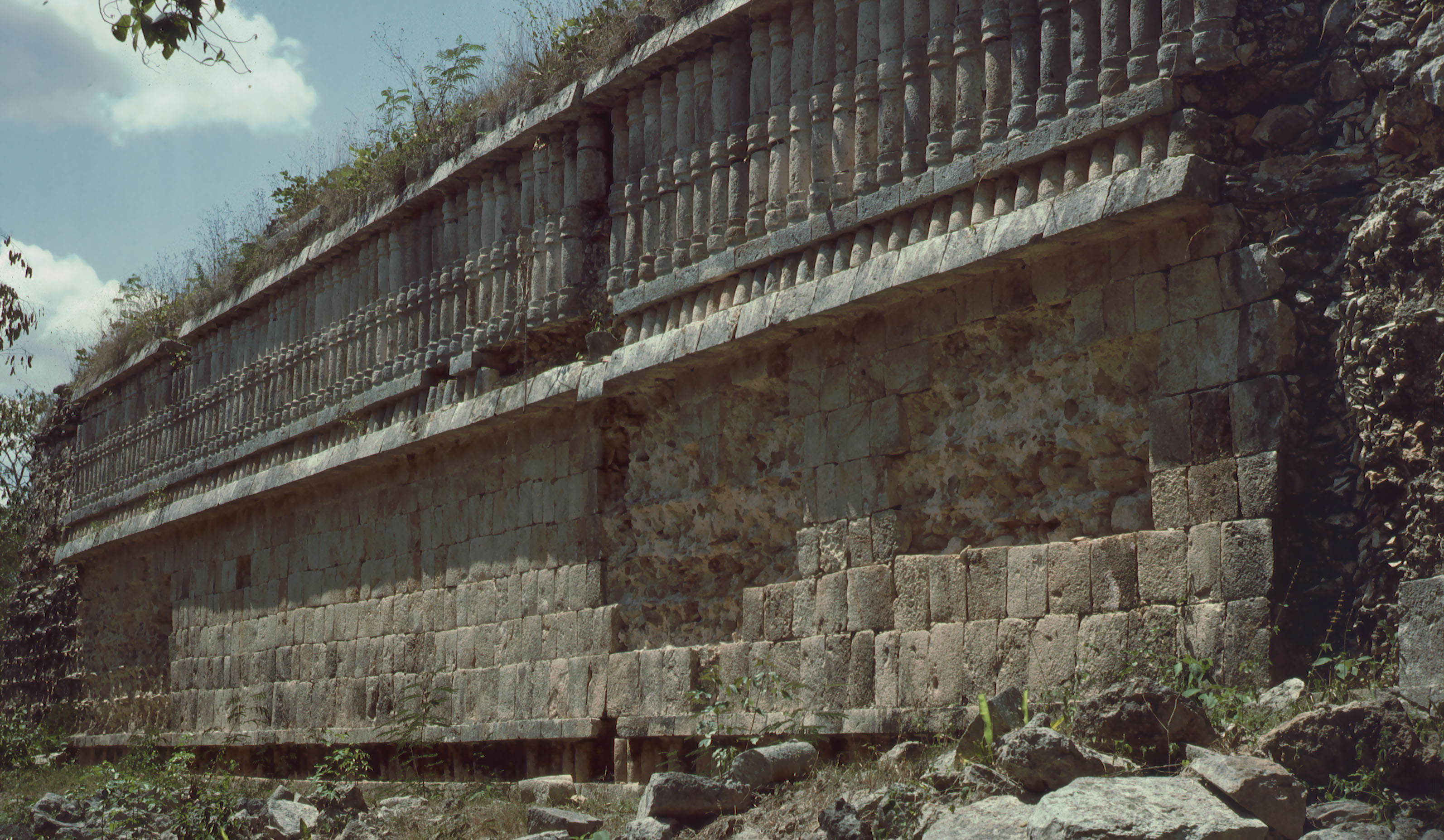
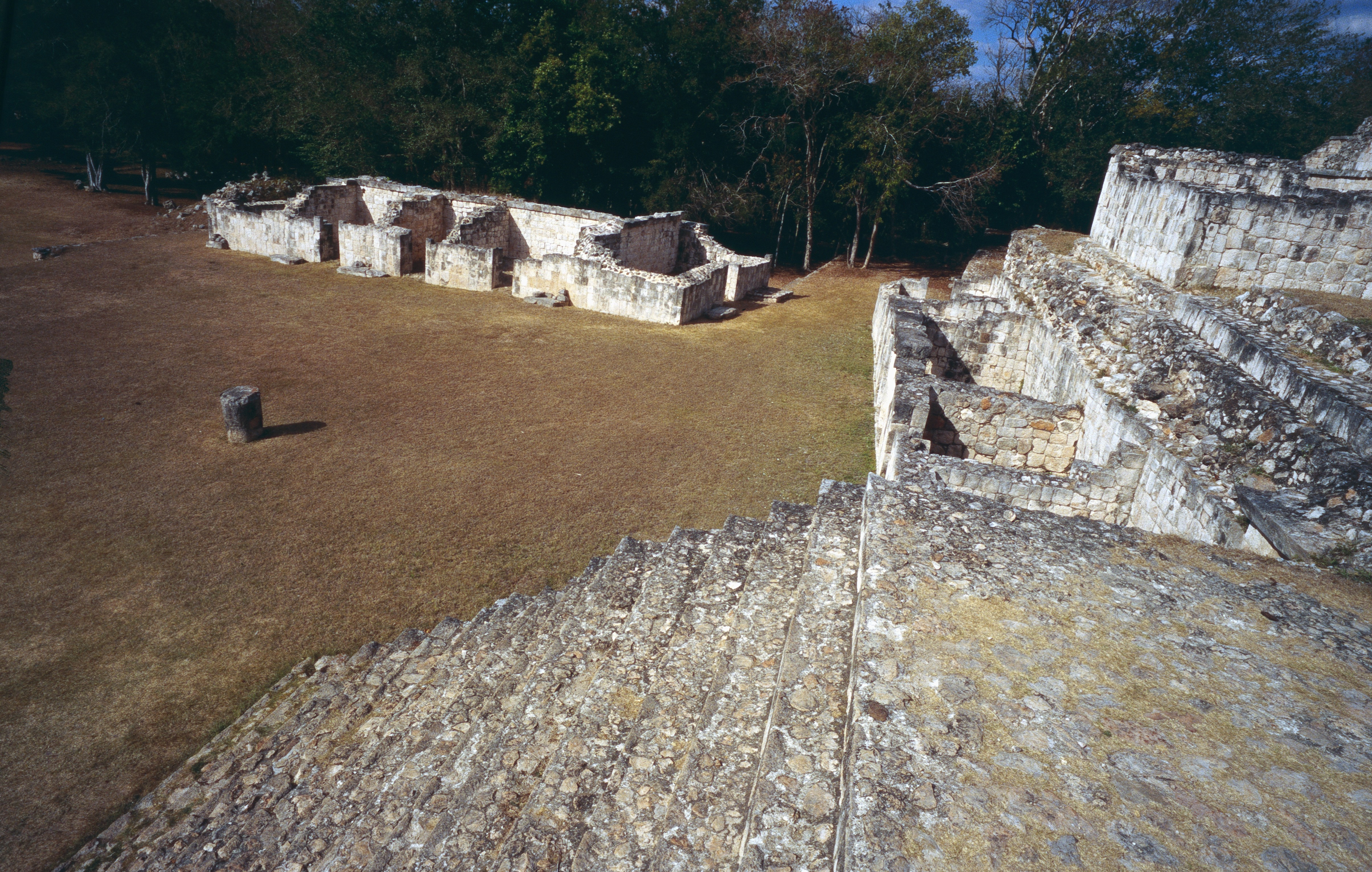
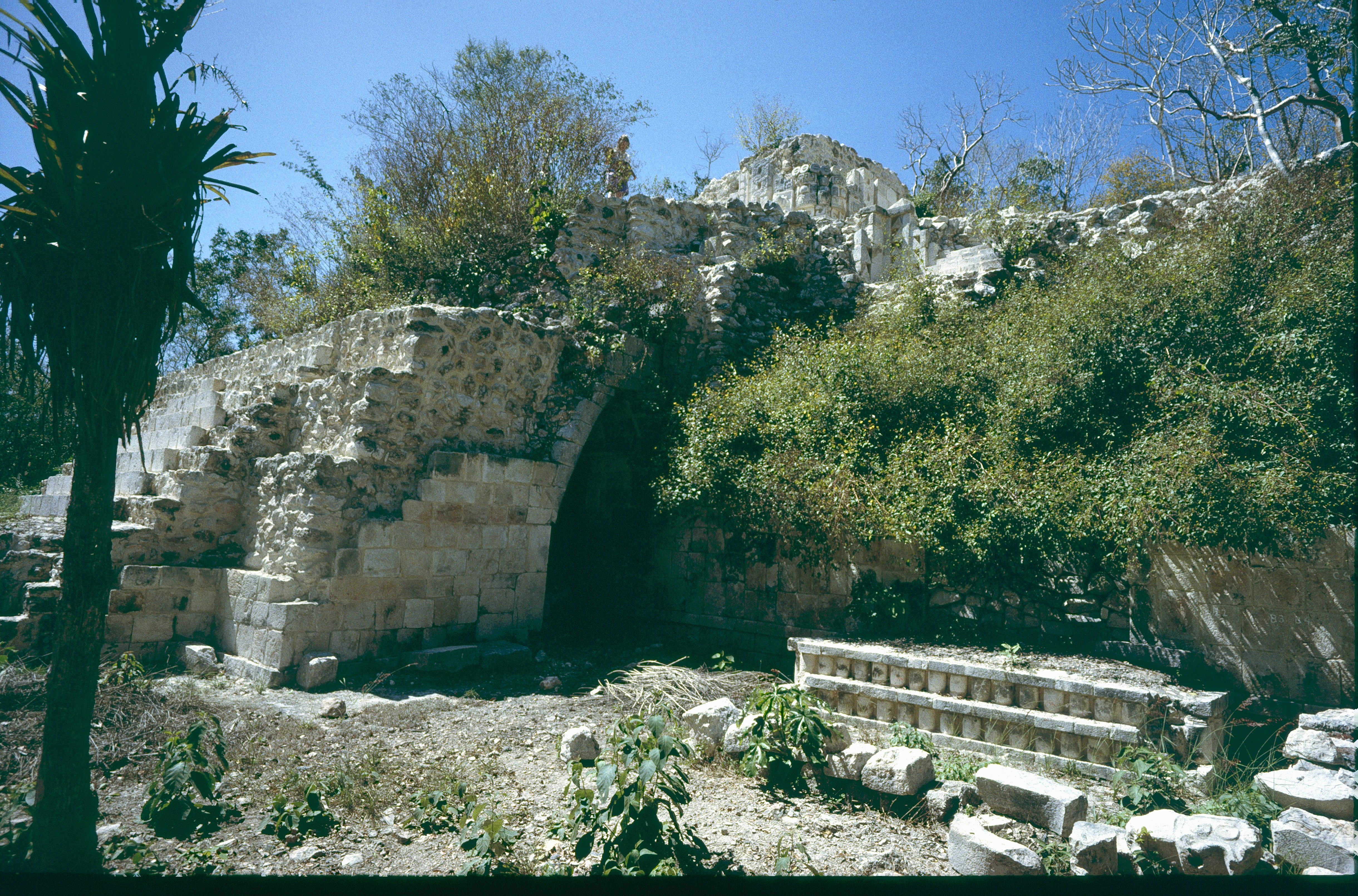
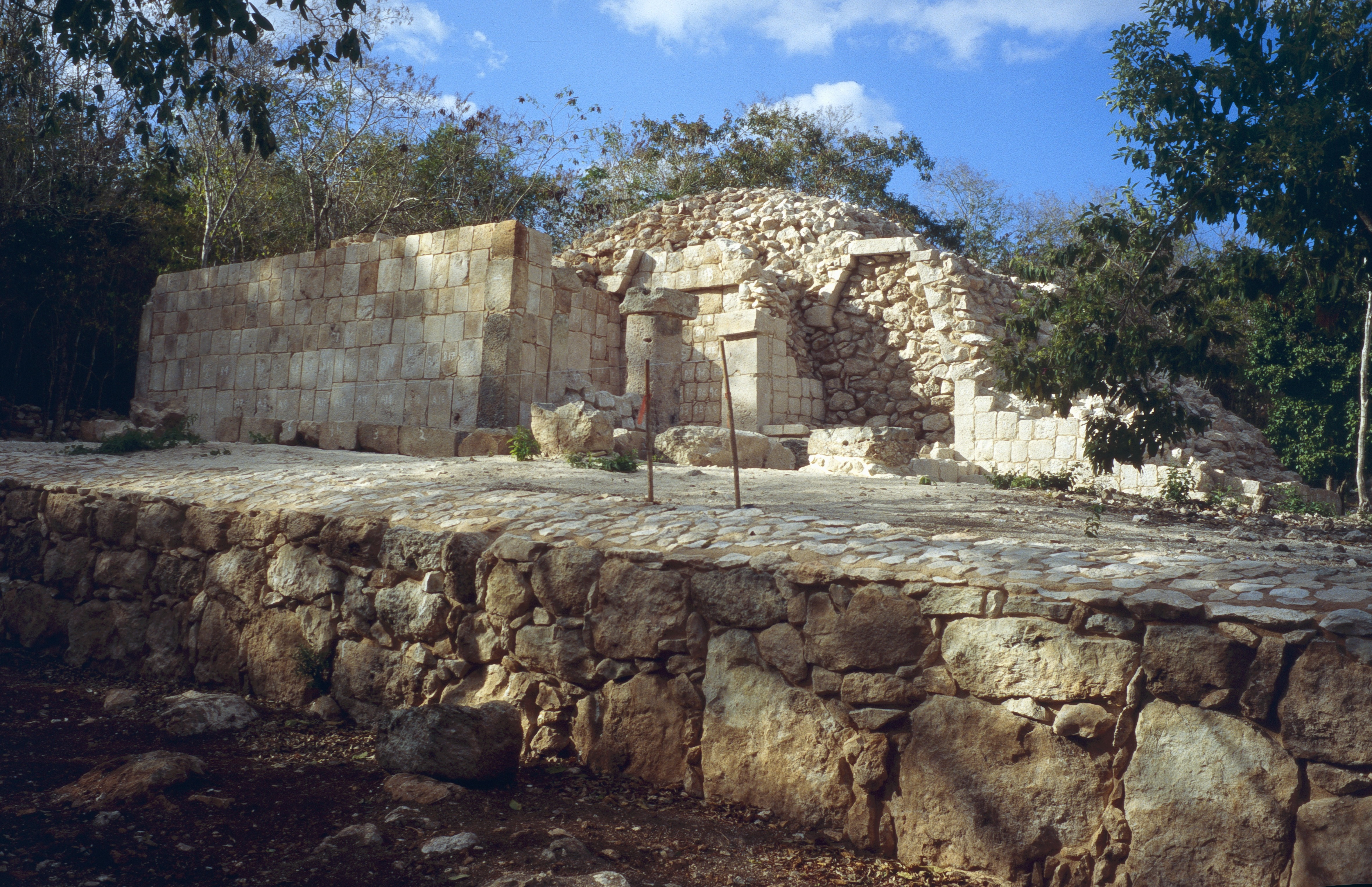
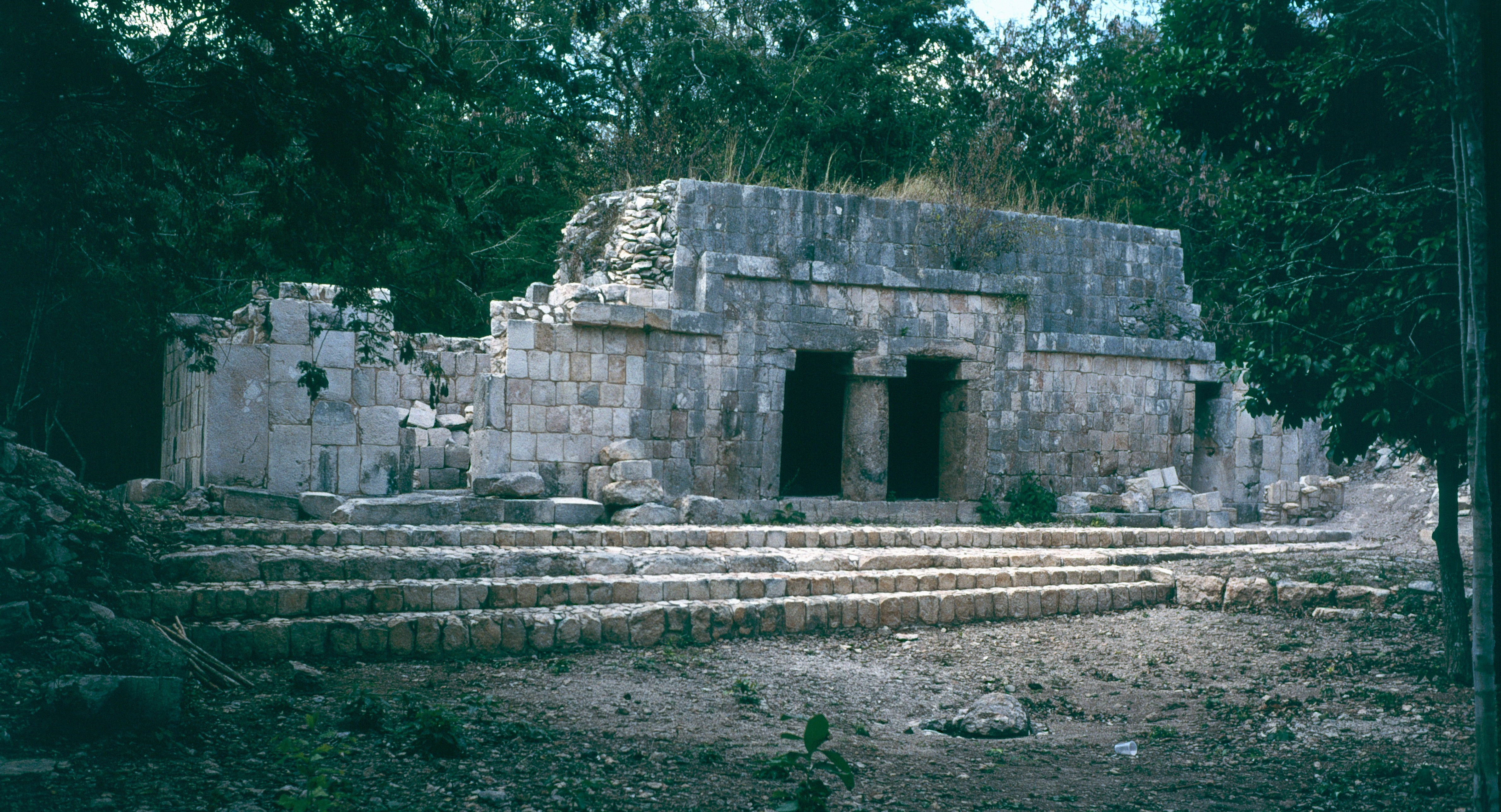
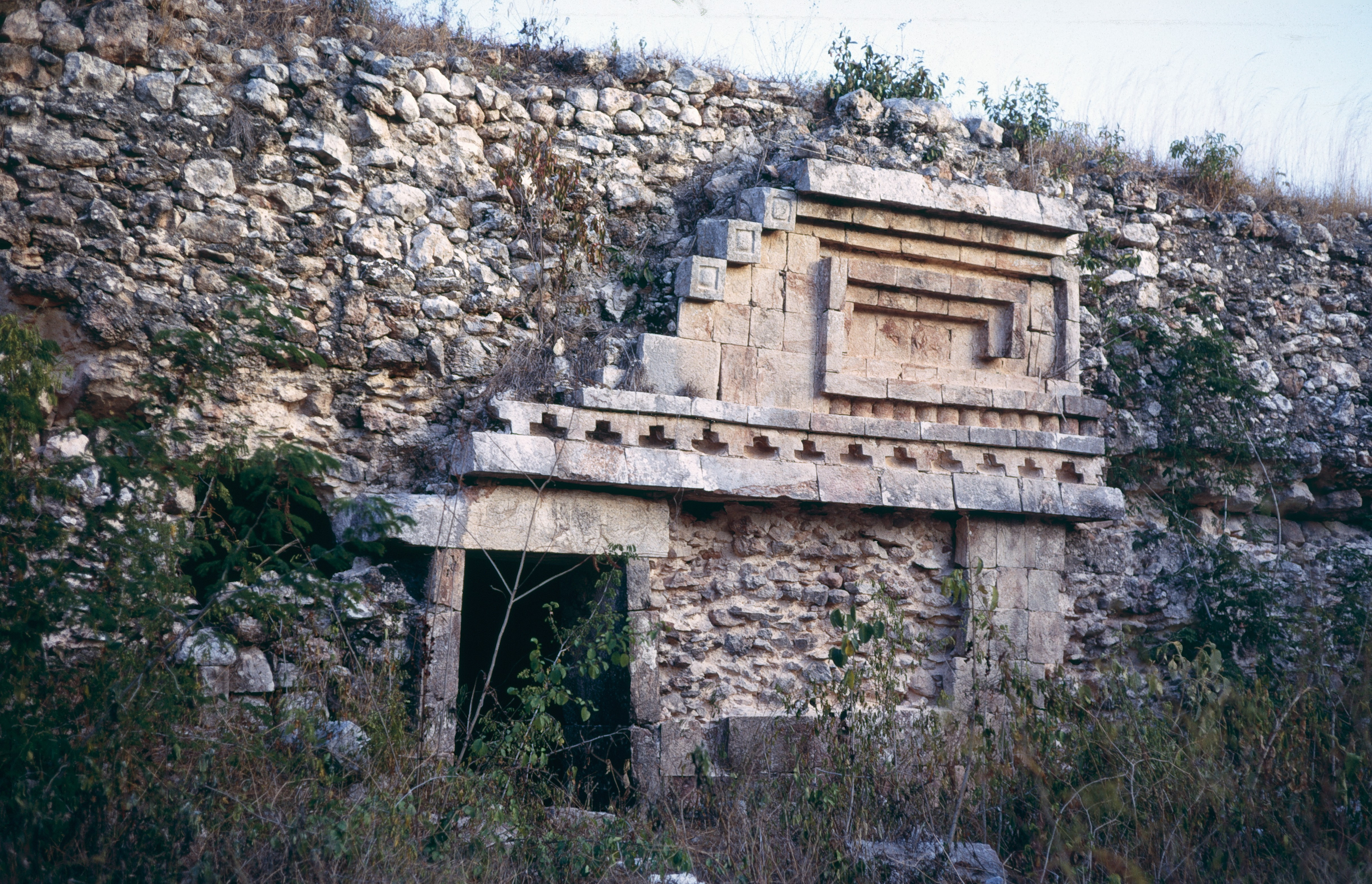
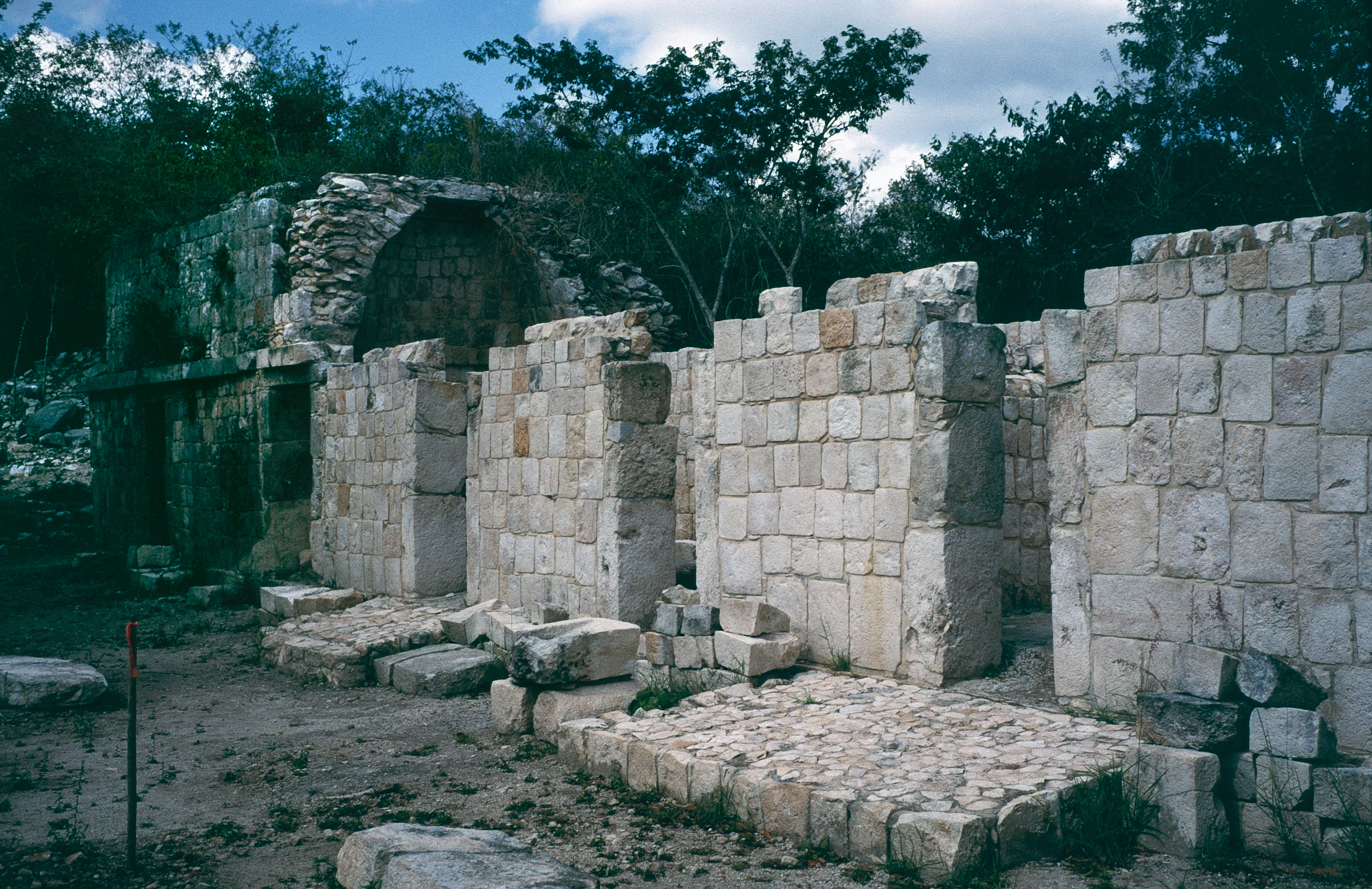
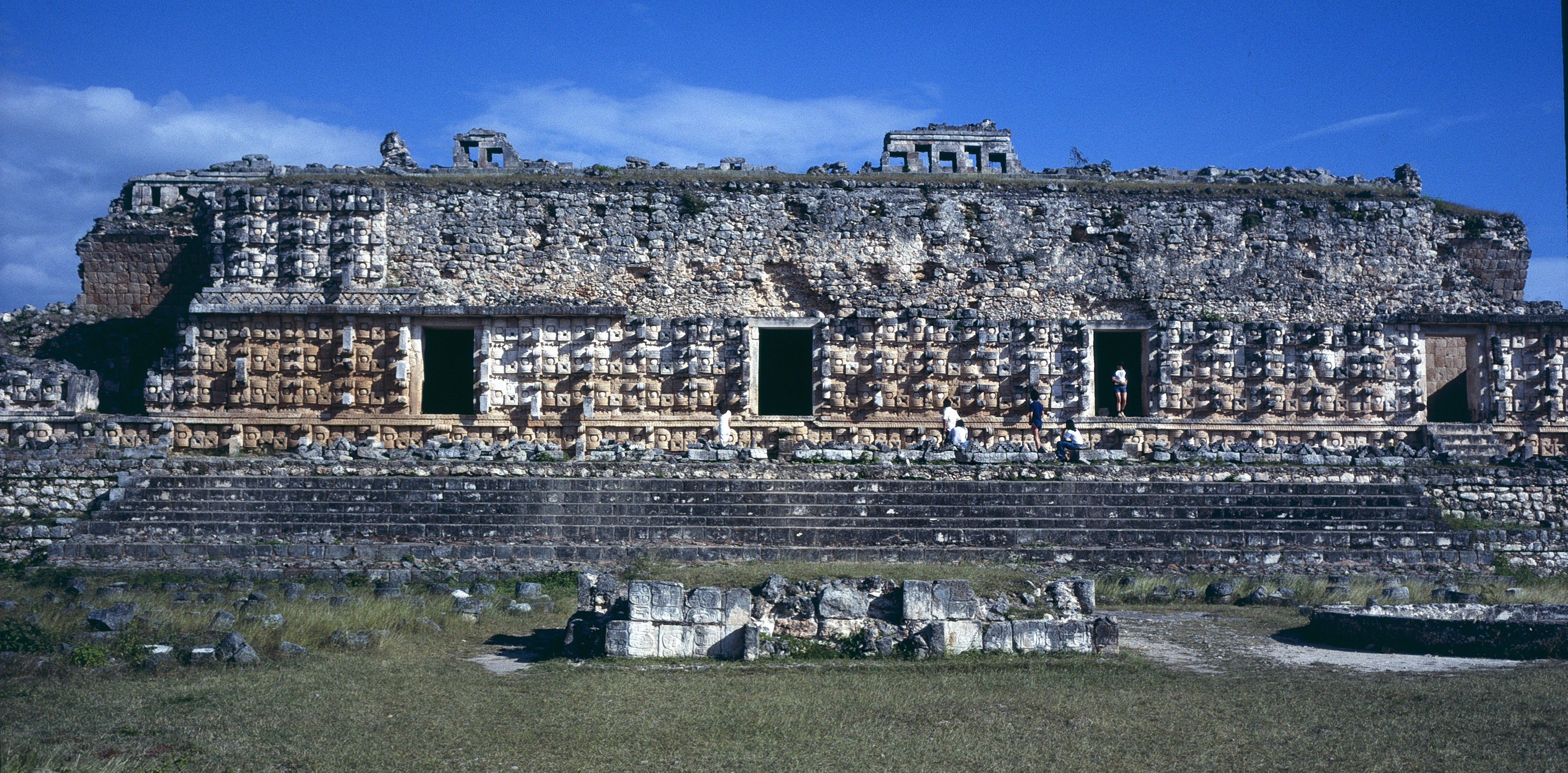
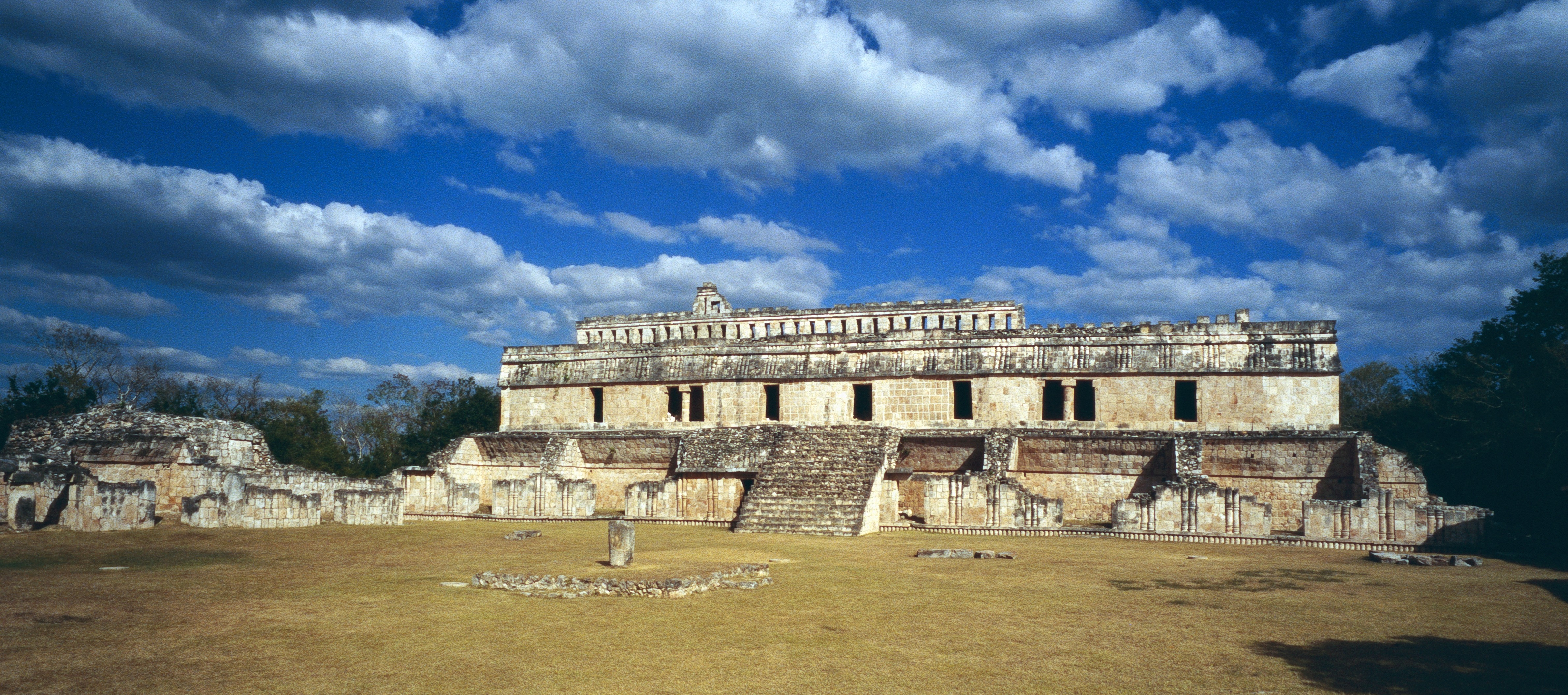
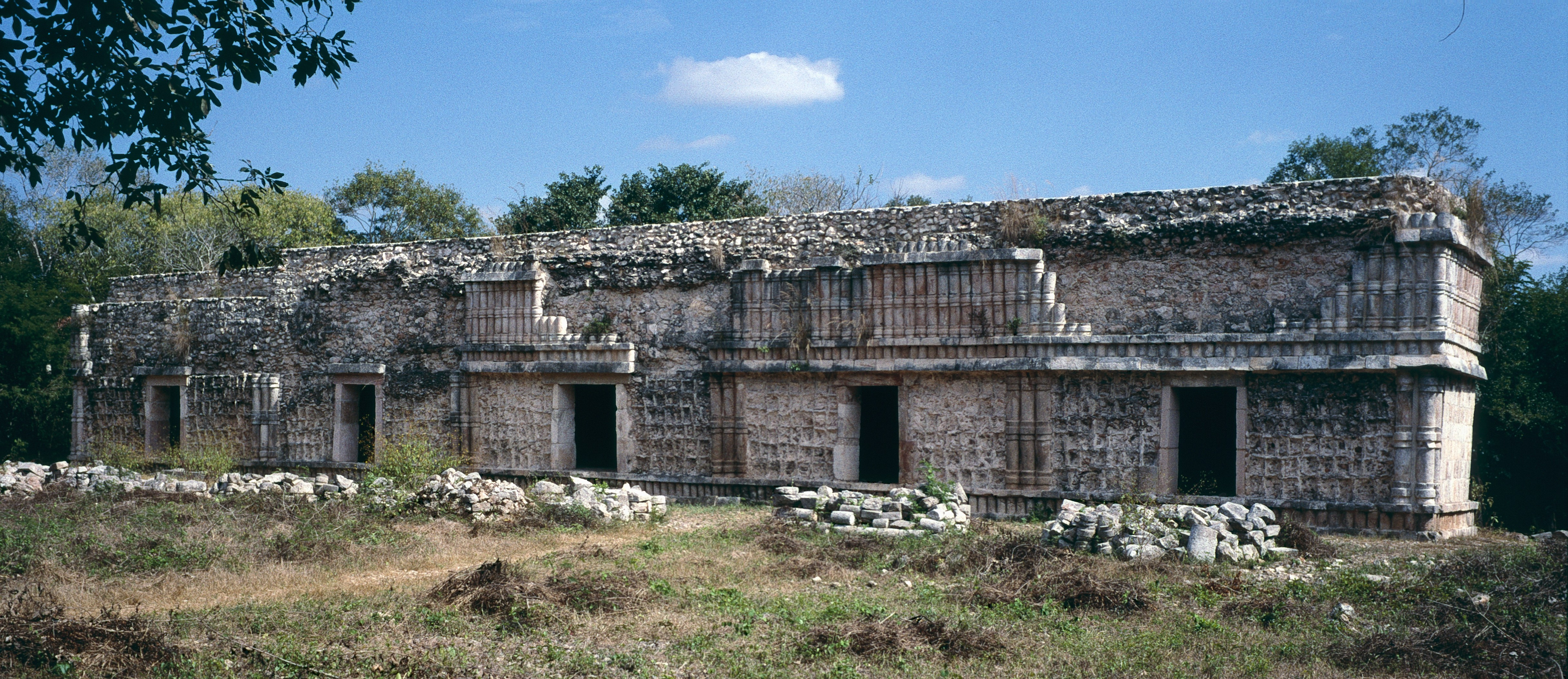
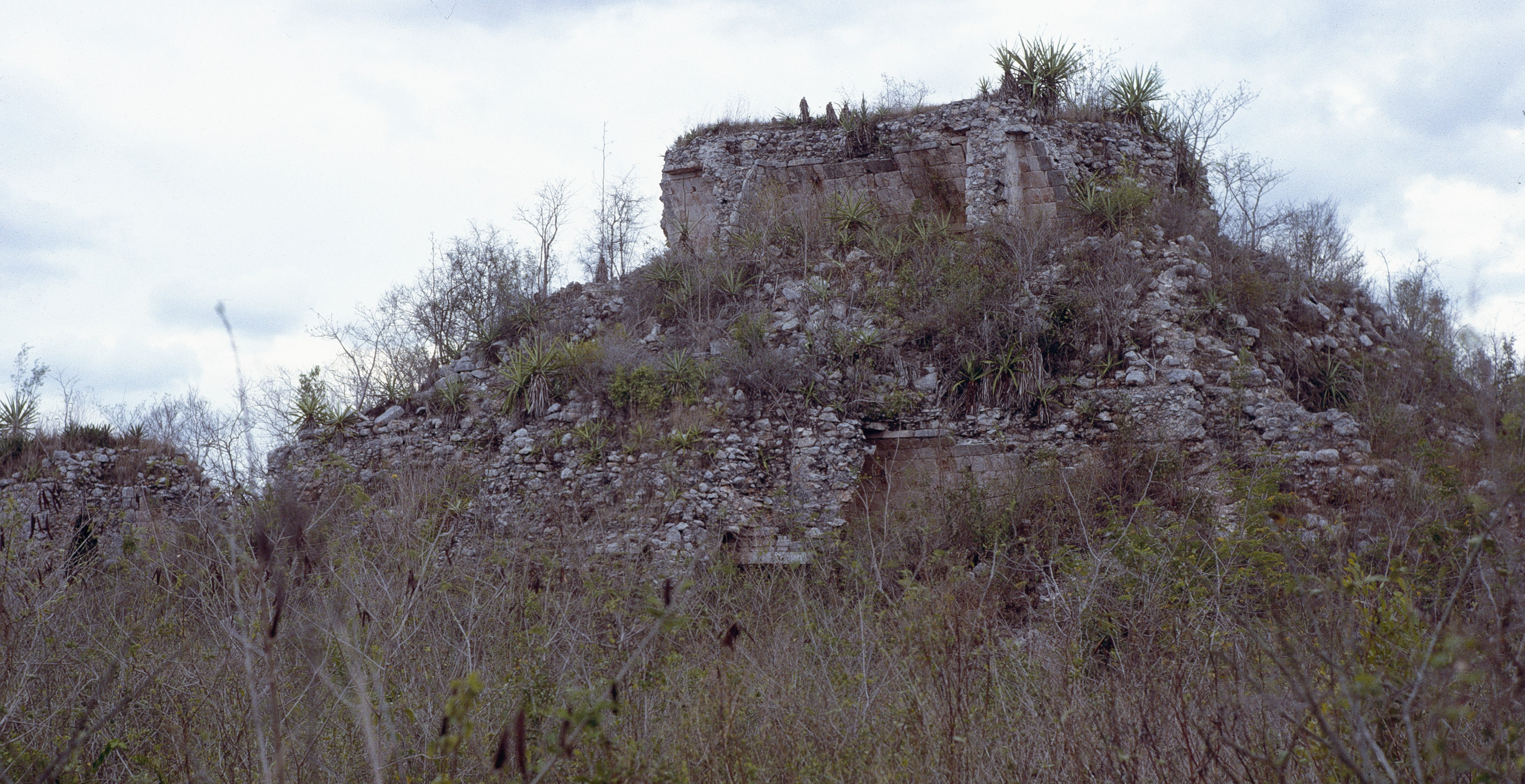
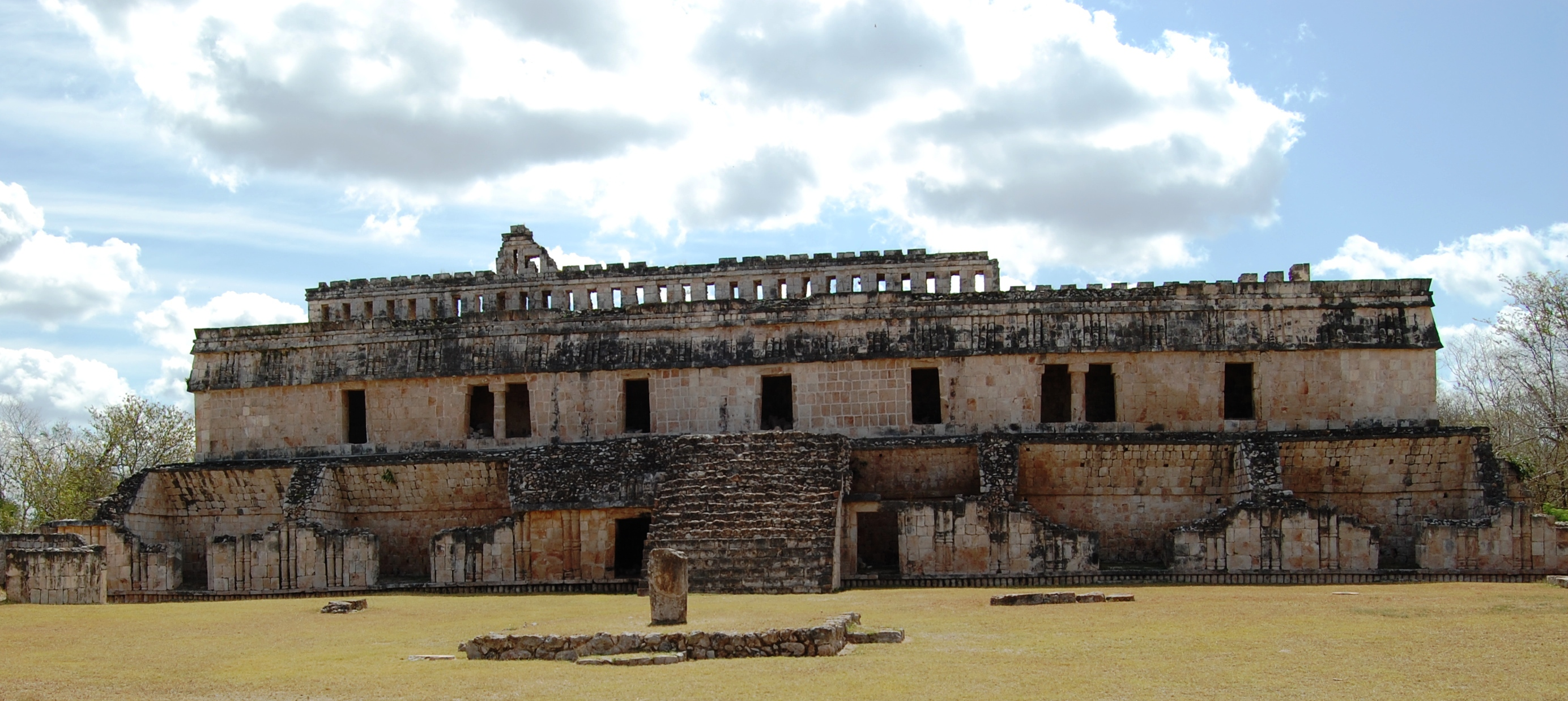